# Zerzevan
Zerzevan (türkisch Zerzevan Kalesi, armenisch Զերզեվանի ամրոց), auch bekannt als Samachi, ist eine ehemalige wichtige oströmische Militärbasis in der Provinz Diyarbakır im Südosten der heutigen Türkei. Der Name Zerzevan ist neuzeitlich und die ursprüngliche Bedeutung nicht klar; während der römischen Besiedlung hieß die Höhenburg wahrscheinlich Samachi. Archäologische Ausgrabungen ab 2014 zeigen neben typischen Verteidigungsanlagen auch die Existenz von unterirdischen Strukturen, darunter eine große Halle und ein Mithräum. Die Burg stammt aus dem 4. Jahrhundert und wurde bis zum 7. Jahrhundert benutzt; zwischen den 1890er und den 1960er Jahren wurde der Platz als zivile Siedlung genutzt. Die Stätte ist teilweise für den Tourismus geöffnet.

## Lage
Die Burg wurde im 4. Jahrhundert vom oströmischen Reich als Militärbasis an der alten Handelsroute zwischen Diyarbakır und Mardin erbaut. Dieses Gebiet war für Jahrhunderte zwischen dem Römischen Reich und dem iranischen Sassanidenreich umkämpft, so dass an strategisch wichtigen Plätzen Garnisonsstädte gegründet wurden. Zerzevan befindet sich auf einem 105 bis 124 m hohen Felshügel, der sich in Nord-Süd-Richtung erstreckt, von wo die Burg aus das Tal des Göksu – ein Nebenfluss des Tigris – überblickt. Heute verläuft die Schnellstraße D950 von Diyarbakır nach Mardin an der Burg vorbei durch das Tal. Nördlich der Burg liegt das Dorf Demirölçek, die Provinzhauptstadt Diyarbakır ist 45 km entfernt, die Kreisstadt Çınar 13 km.

## Erforschung und Beschreibung
1766 wurde die Anlage vom Forscher Carsten Niebuhr besucht, der den Ort Kasr Zerzaua nannte und damals nur paar Gebäude und keinerlei Inschriften vorfand. Andere europäische Forscher waren Eduard Sachau (1880), Conrad Preusser (1910) und die Geschwister Samuel Guyer und Hanna Schätti-Guyer (1911). All diese Forscher berichteten kaum oder nur knapp über die Anlage. Allerdings erwähnte Guyer ein Dorf, was von den anderen Forschern nicht getan worden war.
Die ersten archäologischen Ausgrabungen fanden in den Sommermonaten 2014 statt. Die Arbeiten wurden zunächst von einem 35-köpfigen Team unter der Leitung eines Archäologen der Dicle-Universität unter der Aufsicht des Archäologischen Museums Diyarbakır durchgeführt. Im Jahr 2015 wuchs das Team vor Ort auf 60 Leute an. Es wird erwartet, dass die Ausgrabungsarbeiten noch rund 30 Jahre dauern werden.
Die Burg erstreckt sich über eine Fläche von 5,7 ha. Sie enthält sowohl ober- als auch unterirdische Strukturen. Die zerfallenen Mauern sind 1200 m lang und 12 m hoch und 2 bis 3 m dick. In der nördlichen Ecke steht noch ein 21 bis 22 m hoher Wachturm. Ursprünglich waren zehn Bastionen und zwei Türme Teil der Mauer. Der Eingang zur Burg lag im Osten, wo die Verteidigungsanlage am dicksten war. Im Osten und Süden wurde der Felsen bearbeitet und als Basis für die Mauer benutzt.
Im Inneren der Burg befinden sich weitläufige Ruinen und außerhalb der Mauer eine in den Felsen geschlagene Nekropole. Im Nordteil des Hügels, der etwas tiefer liegt, wurden Wohnhäuser und Straßen errichtet, während im Süden öffentliche Gebäude auf dem höheren Gelände errichtet wurden. Ein nach Ost-West ausgerichtetes Kirchengebäude aus dem 6. Jahrhundert ist nach wie vor eines der am besten erhaltenen öffentlichen Gebäude. Andere öffentliche Gebäude sind ein Palast, Verwaltungsgebäude, Bäder, Getreidelager, ein Arsenal und 54 Zisternen. Bei den Ausgrabungen wurden auch militärisches und medizinisches Material, Schmuck, Ornamente und Bronzemünzen gefunden. Im Jahr 2016 wurden eine unterirdische Kirche und Geheimgänge entdeckt. Der entdeckte unterirdische Geheimgang war etwa 3.000 Jahre lang nicht benutzt und die unterirdische Kirche wurde vor etwa 1.500 Jahren geschlossen. Es stellte sich heraus, dass diese Kirche ursprünglich ein römisches Felsengrab war, was dann zu einer Kirche umgebaut wurde. Ein Mithräum und ein unterirdisches Heiligtum, das 400 Menschen fassen konnte, wurden ebenfalls ausgegraben. Der unterirdische Tempel des Mithraskults zog nach offiziellen Angaben in nur einer Woche mehr als 20.000 Touristen an. Im Jahr 2017 wurden vier weitere unterirdische Plätze entdeckt, an denen weitere Ausgrabungsarbeiten erforderlich sind, um sie freizulegen.
2019 wurde bei der Burg ein assyrisches Rollsiegel entdeckt, was die Besiedlungsgeschichte mehrere Jahrhunderte weiter in die Vergangenheit verlängert.

## Geschichte
Die Burg war eine oströmische Militärbasis und eine strategische Garnisonssiedlung, die das gesamte Tal beherrschte und die alte Straße zwischen Amida (heute Diyarbakır) und Dara-Anastasiupolis (heute hinter Mardin) kontrollierte. Die Burg spielte aufgrund ihrer Lage an der östlichsten Grenze zum Schutz des oströmischen Reiches eine Schlüsselrolle. Es war der Schnittpunkt und das Zusammenwachsen der Kulturen im Westen und Osten.
Der Ort war in der Antike als Samachi bekannt. Er war Schauplatz heftiger Kämpfe zwischen dem Byzantinischen und dem Sassanidenreich. Schmuck, der in der Burg gefunden wurde, weist darauf hin, dass die Zivilbevölkerung und das Militärpersonal zusammen lebten und Soldaten mit ihren Familienmitgliedern lebten. Sie war groß genug, um eine Bevölkerung von rund tausend Menschen zu ernähren.
Mit den Restaurierungs- und Wiederaufbaumaßnahmen, die unter den oströmischen Kaisern Anastasios I. (reg. 491–518) und Justinian I. (reg. 527–565) durchgeführt wurden, entwickelte sich die Burg zu ihrem Höhepunkt, bevor sich in den späteren Zeiten zur Ruine zerfiel. Die Burg wurde höchstwahrscheinlich bis zum Beginn der arabisch-byzantinischen Kriege Mitte des siebten Jahrhunderts genutzt.
In den 1890er Jahren wurde innerhalb der Burgruine erneut eine neue Siedlung gegründet, als eine Familie dort einzog. Als aber die Bevölkerung auf über 30 Haushalte angewachsen war, verließen die Bewohner die Zerzevanburg in den 1960er Jahren endgültig, und gründeten außerhalb der Burg unter dem Namen Zerzevan ein Dorf – das heutige Demirölçek.